# Operazione Balak
L'operazione Balak fu un'operazione di contrabbando, durante la fondazione di Israele nel 1948, che acquistò armi in Europa per evitare vari embarghi e boicottaggi trasferendole allo Yishuv. Di particolare rilievo è stata la consegna di 23 caccia Avia S-199 di fabbricazione cecoslovacca, la versione postbellica del Messerschmitt Bf 109 della Luftwaffe tedesca.